# Kalifornia

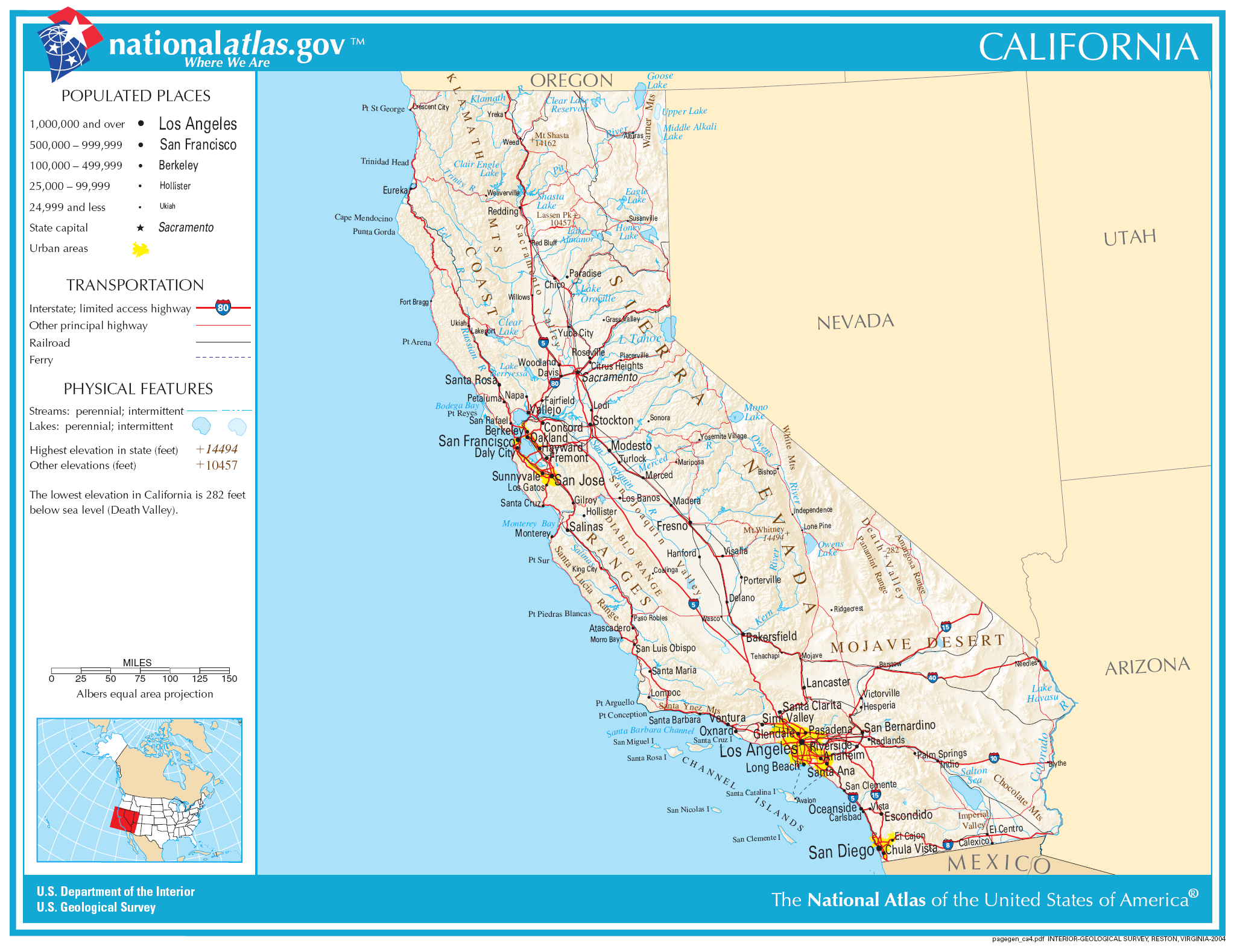
Mapa stanu

Kalifornia (ang. California) (wymowa:/kælɪˈfɔrnjə/ⓘ) – stan na zachodnim wybrzeżu Stanów Zjednoczonych, najludniejszy w kraju (39,4 mln mieszkańców w 2024 roku), a trzeci pod względem powierzchni (423 967 km²; po Alasce i Teksasie). Stolicą stanu jest Sacramento, a największymi miastami: Los Angeles, San Diego, San Jose i San Francisco.
Stan znany jest ze zróżnicowanego środowiska przyrodniczego i klimatu, a także z wielowarstwowego i wielokulturowego społeczeństwa.
Terytorium stanu rozciąga się między wybrzeżem Oceanu Spokojnego a górami Sierra Nevada na wschodzie, pustynią Mojave na południowym wschodzie i lasami (z przewagą sekwoi i jedlicy) na północnym wschodzie. Centrum stanu zajmuje Dolina Kalifornijska, jeden z najbardziej wydajnych rolniczo obszarów na świecie. Leżąca na terenie stanu Dolina Śmierci (86 m p.p.m.) jest najniższym punktem w Ameryce Północnej. Na północy Kalifornia graniczy ze stanem Oregon, na wschodzie z Nevadą, na południowym wschodzie z Arizoną, a na południu z meksykańskim stanem Kalifornia Dolna.
W okresie pierwszych kontaktów z Europejczykami Kalifornię zamieszkiwały ludy: Pomo, Kostanoan, Jokut, Czumasz, Mohave (nie mylić z Mohawkami) i Serrano, mówiące językami: na-dene, tano, penutian i hokan-siu. W końcu XVIII w. Kalifornia została skolonizowana przez hiszpańskich osadników i stała się częścią wicekrólestwa Nowej Hiszpanii. W 1821 wraz z innymi terytoriami wchodzącymi w skład wicekrólestwa uzyskała niepodległość i stała się częścią Meksyku. Przez powstanie osadników amerykańskich i wojnę meksykańsko-amerykańską w latach 1846–1848 Kalifornia stała się częścią Stanów Zjednoczonych. W 1850 Kalifornia została przyjęta do Unii jako 31. stan. W XIX wieku, na wieść o odkryciu złóż złota w okolicach San Francisco, wybuchła tzw. gorączka złota. Było to przełomowe wydarzenie w dziejach całej Kalifornii. Dzięki masowemu napływowi osadników i poszukiwaczy złota stan zaczął się rozwijać. Wpływ gorączki złota na ten obszar doskonale obrazuje przykład San Francisco – z osady stało się nagle ludnym i prężnym miastem.
Na początku XX wieku Los Angeles stało się centrum amerykańskiego show-biznesu, który do dziś jest wizytówką miasta. Innymi ważnymi dla stanu dziedzinami gospodarki są turystyka, rolnictwo (głównie w Dolinie Kalifornijskiej), przemysł kosmiczny, informatyka i przemysł naftowy.
Gospodarka Kalifornii, mierzona produktem krajowym brutto, jest największa pośród amerykańskich stanów. Gdyby Kalifornia była samodzielnym państwem, byłaby 4. gospodarką na świecie, z produktem krajowym brutto wyższym niż PKB Japonii.

## Pochodzenie nazwy
Mianem „Kalifornii” określano niegdyś tereny obecnie należące do amerykańskich stanów: Kalifornia, Nevada, Utah, Arizona i Wyoming, a także meksykańskich: Kalifornia Dolna i Kalifornia Dolna Południowa. Samą nazwę powszechnie wywodzi się od nazwy utopijnego raju, w którym wedle legend miały mieszkać Amazonki, rządzone przez królową Califię. Na bazie tego mitu w 1510 hiszpański pisarz Garci Rodríguez de Montalvo napisał książkę pt. Las sergas de Esplandián o wyspie zamieszkiwanej tylko przez kobiety. Prawdopodobnie dlatego też hiszpańscy odkrywcy, badający Meksyk z polecenia Hernána Cortésa, gdy w 1533 dowiedzieli się o wyspie (dziś wiadomo, że to półwysep) nieopodal zachodniego wybrzeża Pacyfiku, którą według podań miały rządzić kobiety, nadali jej nazwę Kalifornia.

## Historia
Sukcesywnie zasiedlana przez kolejne fale przybyszów w ciągu ostatnich 10 tysięcy lat, Kalifornia była jednym z najbardziej zróżnicowanych pod względem językowym i kulturowym regionów prekolumbijskiej Ameryki Północnej. Mieszkało tu ponad 70 odmiennych grup Indian. Duże, osiadłe grupy Indian zamieszkiwały wybrzeże Pacyfiku, który był głównym źródłem pożywienia. Obok połowu ryb polowano na ssaki morskie. Grupy zamieszkujące tereny śródlądowe żyły z myślistwa i zbieractwa. Indianie kalifornijscy w zależności od grupy znacznie różnili się w organizacji – istniał podział na grupy, plemiona, wioski. Mimo różnic byli ze sobą powiązani sojuszami, więzami handlowymi, rodzinnymi, choć toczyli także walki.
Kalifornię odkrył portugalski żeglarz João Rodrigues Cabrilho w 1542. Mimo iż był Portugalczykiem, służył Hiszpanii. Angielski odkrywca i korsarz Francis Drake 37 lat później opłynął wybrzeże Kalifornii i zgłosił pretensje do jego części. Hiszpańscy kupcy zaczęli wykorzystywać Kalifornię w trakcie podróży z Filipin do kolonii hiszpańskich w Meksyku od roku 1565. W 1602 Sebastian Vizcaino zbadał i opisał na mapie wybrzeże Kalifornii na polecenie wicekrólestwa Nowej Hiszpanii.
Hiszpańscy duchowni zaczęli zakładać ośrodki misyjne wzdłuż wybrzeża (powstało ich 21), aby nawracać miejscowych Indian. Pierwszy ośrodek misyjny został założony w San Diego w 1769. Wokół misji pojawiły się małe miasteczka, był to początek hiszpańskiego osadnictwa w tej części Kalifornii. Nową prowincję nazwano „Alta California” (Górna Kalifornia, do dziś istnieje w Meksyku stan o nazwie Kalifornia Dolna). W 1821, w wyniku powstania przeciwko władzy Hiszpanii, Kalifornia stała się częścią niepodległego Meksyku i pozostała nią przez 25 lat.
Od 1820 traperzy i osadnicy z USA oraz Kanady zaczęli przybywać do Północnej Kalifornii, stając się motorem przemian, które wkrótce dotknęły tę część Meksyku. Ci nowi przybysze odkryli szlaki przez góry oraz pustynie Kalifornii, zasiedlając niezamieszkane dotąd rejony. W tym samym okresie Imperium Rosyjskie badało wybrzeże Kalifornii i założyło punkt handlowy w Fort Ross.
W 1846 osadnicy amerykańscy zbuntowali się przeciwko Meksykowi (tzw. Rewolta Niedźwiedziej Flagi), ustanawiając w Sonomie Republikę Kalifornii. Pierwszym i zarazem ostatnim prezydentem Republiki był William B. Ide, który odegrał bardzo ważną rolę w czasie powstania. Okres jego urzędowania trwał 25 dni i zakończył się wraz z zajęciem Kalifornii przez siły Stanów Zjednoczonych.
Republika Kalifornii istniała zatem bardzo krótko. Gdy wybuchła rewolta niedźwiedziej flagi, trwała wojna amerykańsko-meksykańska (1846–1848). Powstańcy w Kalifornii liczyli zatem na wsparcie ze Stanów Zjednoczonych. Pomocy udzielono – komandor US Navy, John D. Sloat, wpłynął na zatokę Monterey i rozpoczął okupację Kalifornii przez Stany Zjednoczone. Po serii kampanii na południu (oblężenie Los Angeles, bitwy pod Dominguez Rancho, San Pasqual, Rio San Gabriel i La Mesa) Górna Kalifornia skapitulowała w czasie krótszym niż miesiąc przed siłami Amerykanów. Californios (jak określało się hiszpańskojęzycznych mieszkańców regionu) w 1848 w Cahuendze podpisali traktat oddający Kalifornię Amerykanom. Na mocy traktatu z Guadalupe Hidalgo, kończącego wojnę między Meksykiem a USA, Kalifornia została podzielona między obydwa państwa.
W 1848 liczba osadników amerykańskich w Kalifornii nie przekraczała 15 tys., ale wraz z odkryciem złota i powiązanymi z tym masowymi migracjami ze Stanów, Europy i Kanady – znacznie wzrosła. W 1850 Kalifornia przystąpiła do Unii jako 31 stan. Niewolnictwo było w niej zakazane.
Miejscem pobytu władz Kalifornii pod rządami Meksyku było Monterey (od 1777 aż do 1835, gdy meksykańskie władze opuściły Kalifornię). Amerykańska administracja szukała miejsca na swą siedzibę. Początkowo było to San Jose (od 1850 do 1851). Następnie Vallejo (1852–1853) i Benicia (1853–1854). Ostatecznie jednak stolicą stanu zostało w 1854 Sacramento i jest nią (z małą przerwą w 1861, gdy podczas powodzi posiedzenia legislatury stanowej odbywały się w San Francisco) do dziś.
Podróże między Kalifornią a środkową i wschodnią częścią Stanów Zjednoczonych były bardzo czasochłonne i niebezpieczne. Zmieniło się to jednak wraz z budową pierwszej transkontynentalnej linii kolejowej, przebiegającej przez przełęcz Donner w górach Sierra Nevada. Wraz z budową tej linii kolejowej setki tysięcy osadników przybywały do Kalifornii ze wschodu. Główną przyczyną migracji były znakomite warunki do uprawy ziemi.
We wczesnym okresie XX w. liczba przybywających do Kalifornii uległa zwiększeniu wraz z rozwojem połączeń kolejowych i budową autostrad. W okresie od 1900 do 1950 ludność stanu wzrosła z 1,4 mln do 10,5 mln, co sprawiło, że Kalifornia stała się najbardziej zaludnionym stanem w Stanach Zjednoczonych.
Najważniejsze daty:
- 1542 – Kalifornia została odkryta przez żeglarza Juana Rodrigueza Cabrillo
- 1769 – pierwsza hiszpańska misja w San Diego. Powstało 21 misji
- 1841 – pierwsza zorganizowana grupa osadników amerykańskich
- 1846 – proklamowanie niepodległej republiki Kalifornii
- 1848 – Meksyk przekazał Kalifornię Stanom Zjednoczonym. Wybuch „gorączki złota”
- 9 września 1850 – Kalifornia została przyjęta do Unii (jako 31. stan)
- 1869 – ukończenie pierwszej linii kolei transkontynentalnej

## Geografia

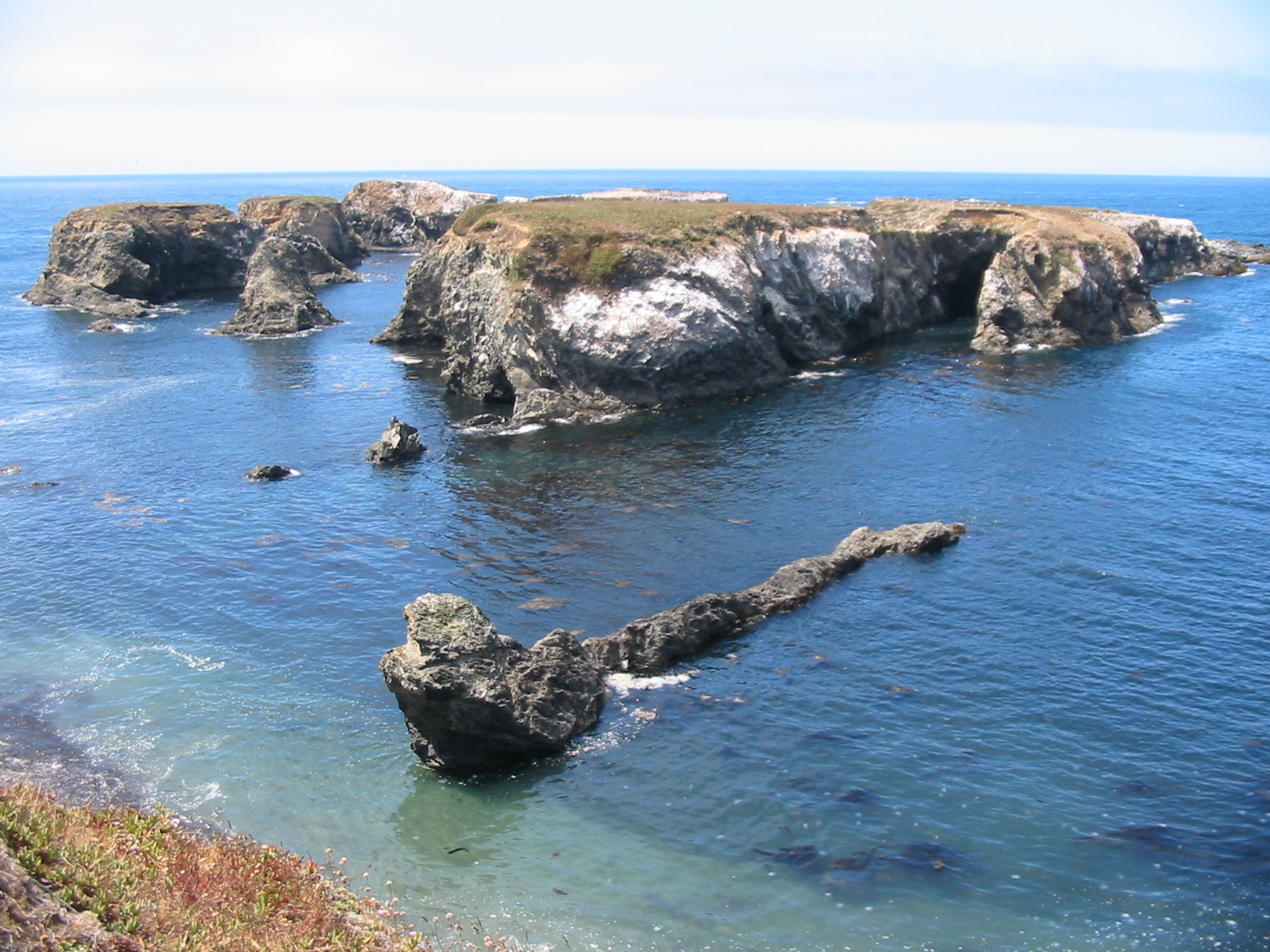
Wyspy w hrabstwie Mendocino u wybrzeży północnej Kalifornii

Pierwszy geograficzny opis Kalifornii w języku angielskim opublikował polski lekarz oraz podróżnik, Feliks Wierzbicki, w książce pt. „California Guidebook”, wydanej w 1849 roku w Kalifornii. Rok później książka pt. „Opis Kalifornii pod względem geograficznym, statystycznym i geologicznym” ukazała się w języku polskim w Krakowie.
Kalifornia leży między Pacyfikiem, stanami Oregon, Nevada, Arizona i meksykańskim stanem Baja California. Powierzchnia stanu wynosi 423 970 km². Gdyby Kalifornia była oddzielnym państwem, znajdowałaby się na 59. miejscu na liście największych państw świata.
W środkowej części stanu leży Dolina Kalifornijska, otoczona pasmami górskimi – górami leżącymi na wybrzeżu Pacyfiku (na zachodzie), pasmem Sierra Nevada (na wschodzie), Górami Kaskadowymi (na północy) i górami Tehachapi (na południu). Na południe od wybrzeża znajdują się Channel Islands.
Dolina Kalifornijska jest rolniczym sercem regionu i produkuje prawie 1/3 żywności dla Stanów Zjednoczonych. Dolina Kalifornijska przedzielona jest deltą Sacramento i San Joaquin. Jej północna część zwana jest doliną Sacramento, południowa zaś doliną San Joaquin, od przepływających przez nie rzek.
Obydwie rzeki pełnią bardzo ważną rolę nie tylko w przyrodzie, ale i w działalności gospodarczej. Dzięki pracom nad pogłębianiem dna, rzeki zachowują głębokość umożliwiającą istnienie portów w wielu śródlądowych miastach stanu. System kanałów umożliwia zaś nawadnianie pól w Dolinie Kalifornijskiej. Delta Sacramento i San Joaquin zapewnia także wodę pitną dla prawie 2/3 mieszkańców stanu.
W Sierra Nevada znajduje się najwyższy szczyt kontynentalnych stanów (Alaska określana jest mianem stanu „zewnętrznego” i nie zalicza się jej do stanów kontynentalnych, mimo iż leży na kontynencie północnoamerykańskim) – Mount Whitney o wysokości 4421 m n.p.m. Temperatura w Sierra Nevada spada w zimie do podobnego poziomu co na terenach arktycznych. W tym paśmie górskim znajduje się też tuzin małych lodowców, z których najbardziej znane są lodowce Palisade, najbardziej wysunięte na południe lodowce w USA. Do atrakcji turystycznych Sierra Nevada poza doliną Yosemite (park narodowy), znaną z licznych form polodowcowych, należą Park Narodowy Sekwoi, gdzie rosną jedne z najwyższych drzew na Ziemi, oraz jezioro Tahoe, największe z jezior na terenie Kalifornii.
Na wschód od Sierra Nevada leżą dolina Owens i jezioro Mono, ważny ośrodek dla migrujących ptaków. W zachodniej części stanu znajduje się jezioro Clear, największy pod względem powierzchni akwen słodkowodny, leżący w całości na terenie Kalifornii (jezioro Tahoe jest większe, ale jego część znajduje się na terenie Nevady).
Około 45% powierzchni stanu zajmują lasy, mocno zróżnicowane pod względem gatunków drzew. Wiele drzew z White Mountains zalicza się do najstarszych na świecie, jedna z rosnących tam sosen ościstych liczy sobie ok. 4700 lat.
Na południu znajduje się duże śródlądowe słone jezioro Salton. Pustynie w Kalifornii zajmują około 25% powierzchni. Prawie cała południowo-wschodnia część Kalifornii to pustynie, na których panuje bardzo wysoka temperatura (zwłaszcza w lecie). Największą spośród nich jest pustynia Mojave. Na północny wschód od niej leży Dolina Śmierci, w której znajduje się najniżej położone miejsce w Ameryce Północnej – Badwater Flat (86 m p.p.m.). Odległość między Badwater Flat a Mount Whitney (najwyższy szczyt Kalifornii) wynosi jedynie ok. 135 km.
Wzdłuż wybrzeża Kalifornii koncentruje się osadnictwo ludzkie. Znajdują się tam główne obszary metropolitarne stanu – Los Angeles-Long Beach-Riverside, San Francisco Bay Area i San Diego.
Kalifornia znana jest z trzęsień ziemi pozostawiających po sobie znaczne uskoki tektoniczne (np. uskok San Andreas). Inne zjawiska przyrodnicze charakterystyczne dla tego stanu to: tsunami, powodzie, susze, wiatr Santa Ana, pożary lasów, osuwiska i występowanie wulkanów.

### Klimat
W większości stanu panuje klimat subtropikalno-śródziemnomorski z łagodnymi, deszczowymi zimami i suchymi bardzo upalnymi latami. Chłodny Prąd Kalifornijski często powoduje latem tworzenie się mgieł w pobliżu wybrzeża. Im dalej w głąb lądu, tym chłodniejsze zimy i cieplejsze lata.
W północnych partiach stanu zazwyczaj corocznie pada więcej deszczu niż w jego południowych częściach. W północno-zachodniej Kalifornii panuje klimat oceaniczno-subtropikalny, w Dolinie Kalifornijskiej klimat śródziemnomorski, jednak są tam też wyższe temperatury niż na wybrzeżu. W wysokich górach, włączając Sierra Nevadę, jest górski klimat, zimą pada śnieg, a latem temperatury są umiarkowane. Na terenach pustynnych panują zróżnicowane klimaty; na Pustyni Sonora panuje klimat pustynno-subtropikalny, są gorące lata i łagodne zimy, na pustyniach znajdujących się powyżej 600 m n.p.m. – gorące lata i chłodne zimy. Najwyższe temperatury występują na terenie Doliny Śmierci. 10 lipca 1913 r. zanotowano tam temperaturę 134 °F (57,8 °C), co było jak dotąd najwyższą temperaturą na Ziemi.

### Rzeki
Dwie najważniejsze rzeki biegnące przez Kalifornię to Sacramento i San Joaquin, która spływa przez Dolinę Kalifornijską do Pacyfiku. Dwie inne ważne rzeki to Klamath na północy oraz rzeka Kolorado biegnąca przez południowo-wschodnią część stanu i stanowiąca granicę ze stanem Arizona.

### Podział administracyjny
- Liczba hrabstw: 58
- Najludniejsze hrabstwo: Los Angeles

### Miasta
Na terenie Kalifornii znajdują się 482 miasta (city lub town), w tym dwa o liczbie ludności przekraczającej 1 000 000, 76 powyżej 100 000, a 376 powyżej 10 000 mieszkańców (2021 r.).
Lista miast zamieszkanych przez 100 000 lub więcej osób (2021 r.):

- Los Angeles (3 849 297)
- San Diego (1 381 611)
- San Jose (983 489)
- San Francisco (815 201)
- Fresno (544 510)
- Sacramento (525 041)
- Long Beach (456 062)
- Oakland (433 823)
- Bakersfield (407 615)
- Anaheim (345 940)
- Stockton (322 120)
- Riverside (317 261)
- Santa Ana (309 441)
- Irvine (309 031)
- Chula Vista (277 220)
- Fremont (227 514)
- Santa Clarita (224 593)
- San Bernardino (222 203)
- Modesto (218 771)
- Moreno Valley (211 600)
- Fontana (210 761)
- Oxnard (201 879)
- Huntington Beach (196 652)
- Glendale (192 366)
- Elk Grove (178 997)
- Ontario (177 963)
- Santa Rosa (176 938)
- Rancho Cucamonga (175 142)
- Oceanside (172 982)
- Garden Grove (170 488)
- Lancaster (170 150)
- Palmdale (165 761)
- Salinas (162 791)
- Hayward (159 827)
- Corona (159 743)
- Sunnyvale (152 258)
- Roseville (151 901)
- Escondido (150 665)
- Pomona (148 338)
- Torrance (143 600)
- Visalia (142 978)
- Fullerton (141 874)
- Orange (137 264)
- Victorville (135 950)
- Pasadena (135 732)
- Santa Clara (127 151)
- Simi Valley (125 975)
- Thousand Oaks (125 754)
- Vallejo (124 886)
- Concord (124 074)
- Clovis (122 989)
- Fairfield (119 705)
- Berkeley (117 145)
- Richmond (115 639)
- Carlsbad (115 302)
- Antioch (114 794)
- Murrieta (112 991)
- Downey (111 645)
- Temecula (110 846)
- Costa Mesa (110 750)
- Ventura (109 925)
- Santa Maria (109 711)
- West Covina (107 017)
- Jurupa Valley (106 941)
- El Monte (106 907)
- Menifee (106 401)
- El Cajon (105 432)
- Burbank (105 401)
- Inglewood (105 181)
- Rialto (104 394)
- Vacaville (103 078)
- Chico (102 338)
- San Mateo (102 200)
- Daly City (101 243)
- Hesperia (100 971)
- Norwalk (100 373)

## Symbole stanu
- Dewiza: Eureka

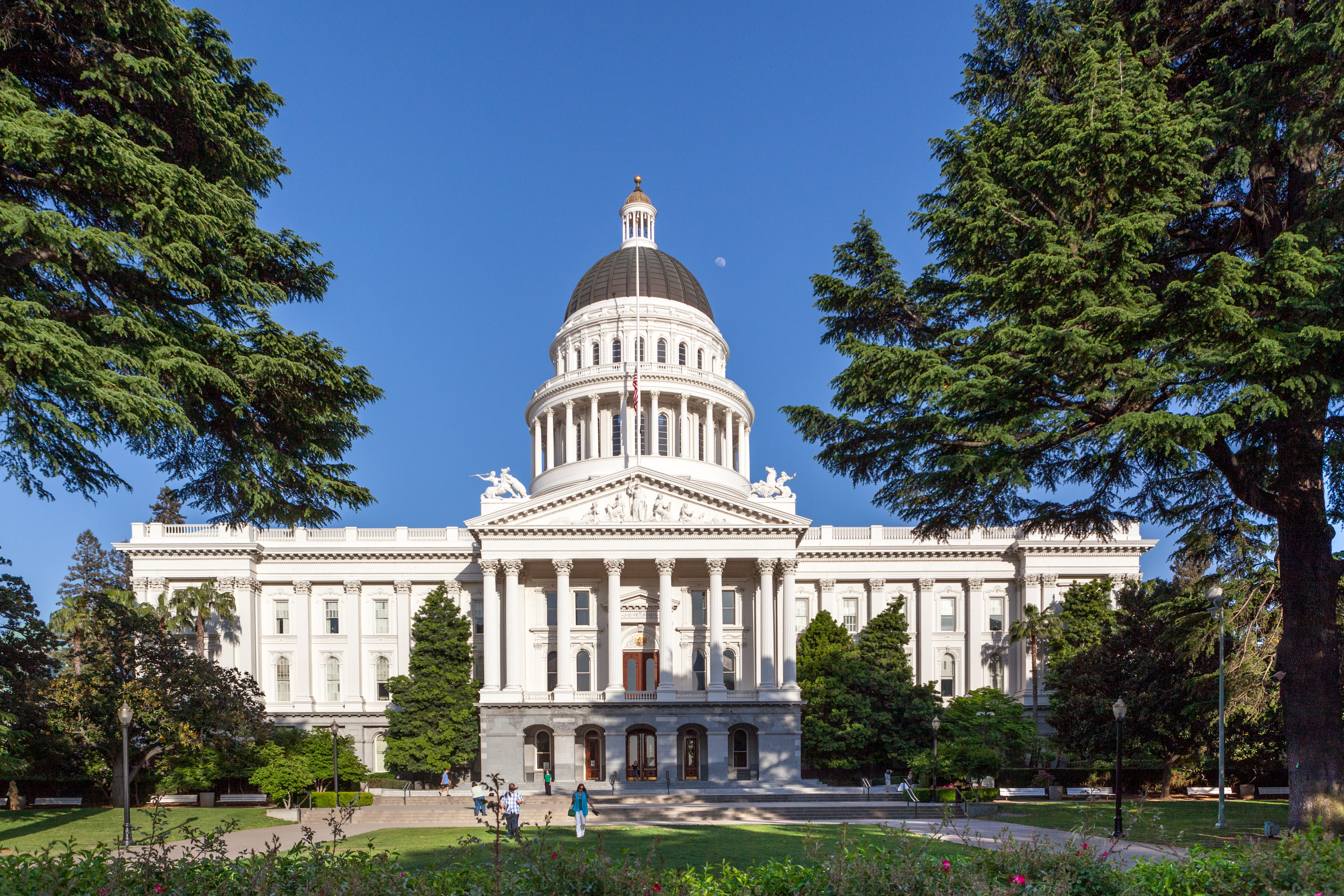
Budynek California State Capitol w Sacramento jest siedzibą władz stanu Kalifornia

- Symbole: maczek kalifornijski, sekwoja, przepiór kalifornijski

## Demografia

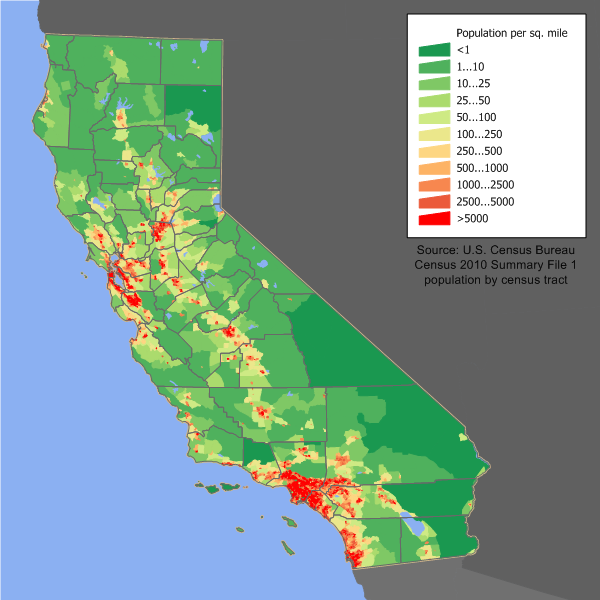
Gęstość zaludnienia na milę kwadratową

Według szacunków w roku 2024 Kalifornię zamieszkiwało 39 431 263 ludzi, co stawia ją na pierwszym miejscu wśród stanów Stanów Zjednoczonych. Od 2015 roku populacja Kalifornii pozostaje na względnie stabilnym poziomie i oscyluje wokół 39 milionów. Współczynnik urodzeń w Kalifornii jest obecnie na najniższym poziomie od ponad 100 lat. W 2024 roku Kalifornia odnotowała wzrost populacji dzięki przewadze urodzeń nad zgonami oraz znacznemu napływowi imigrantów, który zrównoważył odpływ mieszkańców do innych stanów.
Kalifornia jest drugim co do liczby ludności obszarem administracyjnym (niżej od szczebla państwowego) na zachodniej półkuli. Więcej ludności (na szczeblu niższym od państwowego) liczy sobie tylko stan São Paulo w Brazylii. Jeśli chodzi o państwa, to gdyby Kalifornia nie była częścią Stanów Zjednoczonych a niepodległym państwem, zajmowałaby 39. miejsce na liście najludniejszych państw świata (porównywalnie jak Polska).
Populacja Kalifornii, jako najbardziej zaludnionego od 1962 stanu Stanów Zjednoczonych, jest bardzo zróżnicowana pod względem pochodzenia etnicznego, rasowego, narodowego i religijnego. Stan kontynuuje politykę przyciągania dużych liczb imigrantów, przez co liczba ludności ciągle się zwiększała. Wyjątkiem był spadek w latach 2020–2023 z 39,53 mln do 38,97 mln. Spośród imigrantów, którzy przybyli między 2014 a 2023 rokiem, 46% urodziło się w Azji, 38% w Ameryce Łacińskiej, a pozostali w większości pochodzili z Europy.
Wśród miast kalifornijskich jest 9, które zajmują miejsce wśród 50 największych miast Stanów Zjednoczonych, a są to Los Angeles – 2. miejsce, San Diego – 8., San Jose – 13., San Francisco – 17., Fresno – 34., Sacramento – 35., Long Beach – 44., Oakland – 45. oraz Bakersfield, które zajęło miejsce 47.

### Struktura rasowo-etniczna
W Kalifornii żadna grupa etniczna nie dominuje liczebnie znacząco nad innymi (to znaczy, że ogólny udział żadnej z grup nie przekracza 50%). Przez to stan określa się jako „majority-minority”. Jeśli chodzi o rasę, to wprawdzie białych jest 44%, ale zalicza się do nich także ludność latynoską (39,8% mieszkańców to właśnie Latynosi), która to grupa jest największa i także osobno ujmowana przez amerykański spis powszechny. W Kalifornii żyje największa spośród wszystkich stanów społeczność Latynosów – ocenia się ją na ponad 15,5 mln. Liczba osób białych niebędących Latynosami (ok. 13,6 mln) jest także największa. W stanie mieszka piąta pod względem wielkości populacja Afroamerykanów – ok. 2,2 mln. W Kalifornii mieszka też największa grupa Amerykanów azjatyckiego pochodzenia – 6 mln z 25 mln zamieszkujących teren Stanów Zjednoczonych. Liczba rdzennych Amerykanów – oficjalnie 631 016 ludzi (ale przez wielu oceniana na ok. 1 mln) jest najwyższa spośród wszystkich stanów. Kalifornię zamieszkuje największa liczba mniejszości spośród wszystkich stanów – biali (bez udziału białych Latynosów) to 34,6% populacji. Udział nielatynoskich białych w populacji Kalifornii spadł o połowę w zaledwie 30 lat – w 1970 stanowili jeszcze ok. 76,3%. Odsetek ludności urodzonej za granicą w Kalifornii jest znacznie wyższy niż w reszcie kraju. Około 27% mieszkańców urodziło się za granicą, w porównaniu do 12% w skali kraju. Tylko Nowy Meksyk i Teksas mają większy udział procentowy Latynosów w populacji, ale to w Kalifornii jest ich najwięcej, jeśli chodzi o liczbę bezwzględną. Podobnie rzecz ma się z Amerykanami pochodzenia azjatyckiego – Hawaje mają największy procentowy udział, ale to w Kalifornii mieszka największa ich liczba.
Podział rasowy:
- 34,6% biali Amerykanie (bez Latynosów)
- 15,3% Amerykanie pochodzenia azjatyckiego
- 5,5% czarni lub Afroamerykanie
- 1,1% rdzenni Amerykanie
- 16,3% pochodzenie mieszane
- 39,8% było pochodzenia hiszpańskiego bądź latynoskiego

Podział ze względu na kraj pochodzenia:
- 32,3% pochodzenie meksykańskie
- 6,8% pochodzenie niemieckie
- 6,1% pochodzenie angielskie
- 5,8% pochodzenie irlandzkie
- 4,2% pochodzenie chińskie
- 3,4% pochodzenie włoskie
- 3,3% pochodzenie filipińskie

Oprócz nich jest jeszcze znacznie ponad 100 grup etnicznych z całego świata, np. Hindusi, Szkoci, Francuzi, Wietnamczycy, Salwadorczycy, Gwatemalczycy i Koreańczycy. Zarówno Los Angeles, jak i San Francisco zamieszkuje duża liczba osób pochodzenia francuskiego, włoskiego, portugalskiego, rosyjskiego i skandynawskiego.

### Język
55,9% mieszkańców Kalifornii powyżej piątego roku życia jako języka codziennego używa języka angielskiego, zaś 28,2% mówi po hiszpańsku, 10% posługuje się językami azjatyckimi (głównie filipińskim, chińskim, wietnamskim i  koreańskim). Ogólnie 44,1% mówi w innym języku niż angielski. Na terenie stanu używa się ponad 200 języków, co czyni go jednym z najbardziej zróżnicowanych pod względem językowym rejonów na świecie.
Urzędowym językiem Kalifornii jest język angielski – od czasu uchwalenia 63 poprawki w 1986. Mimo to wiele urzędów stanowych nadal wydaje oficjalne dokumenty w innych językach.

## Religia
Dane z 2014 r.:
- protestanci – 32%:
  - bezdenominacyjni – 6%,

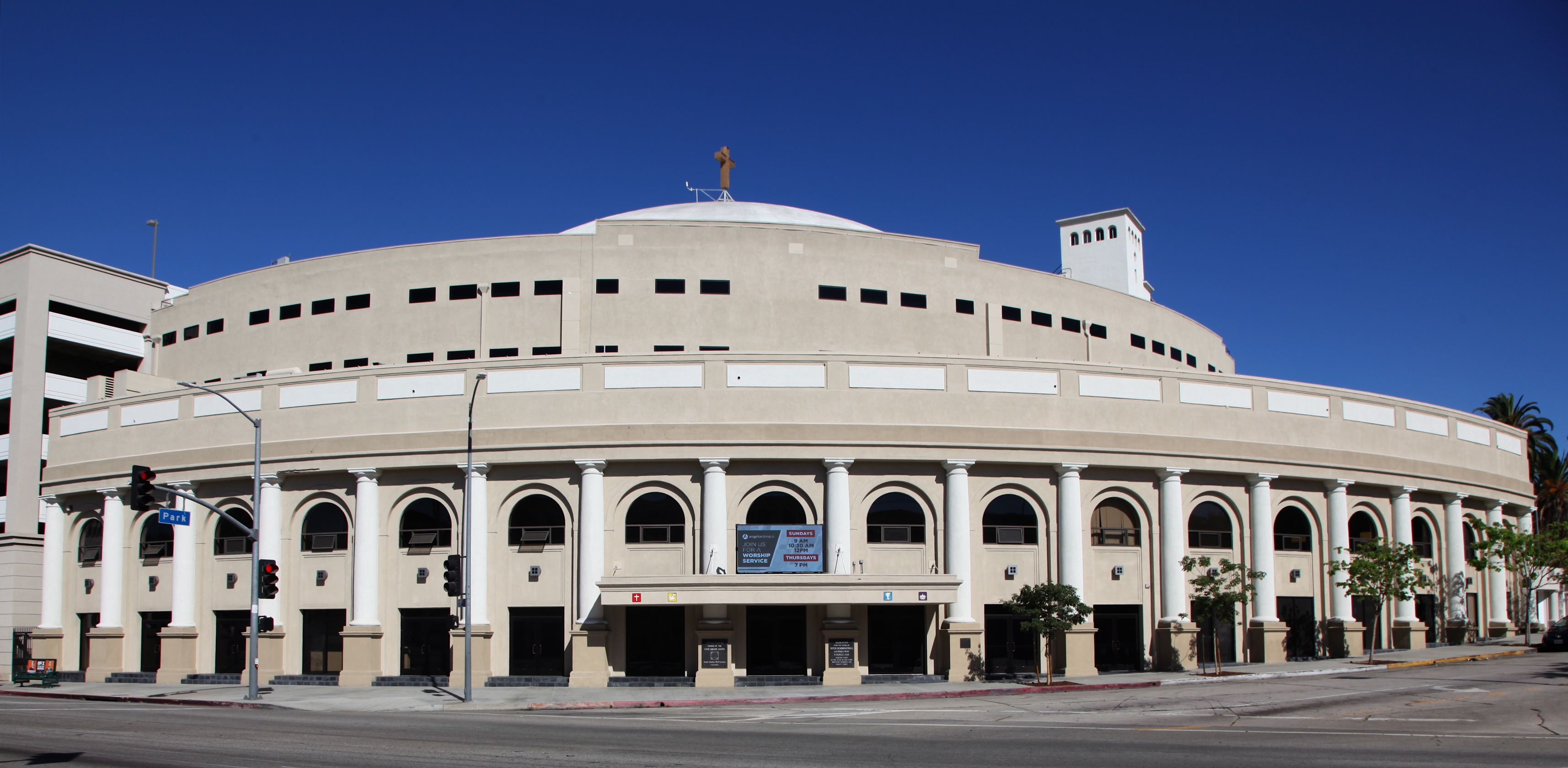
Siedziba Kościoła Poczwórnej Ewangelii w Los Angeles

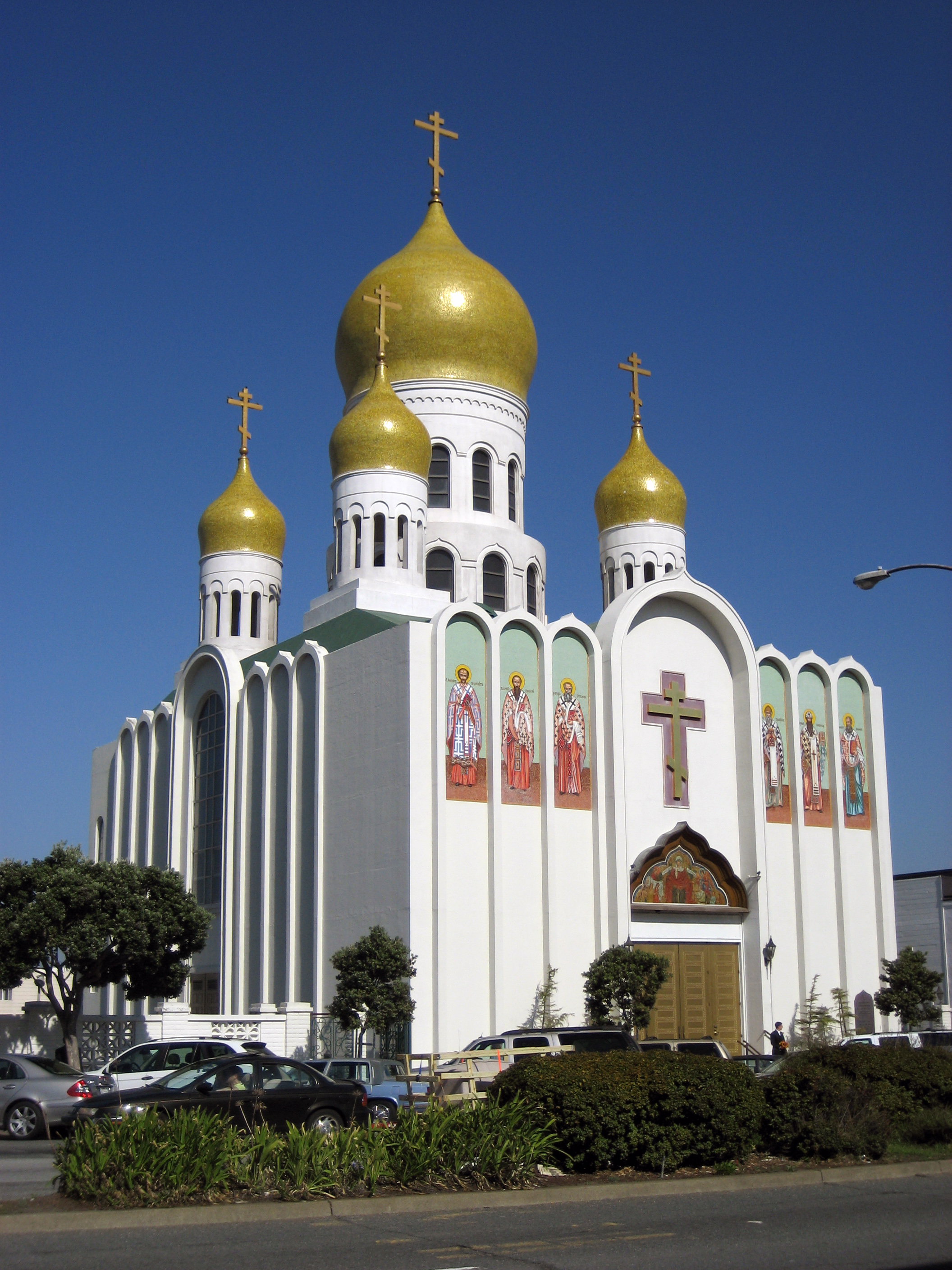
Sobór Ikony Matki Bożej „Wszystkich Strapionych Radość” w San Francisco

  - baptyści – 6%, Osobny artykuł: Kalifornijska Południowa Konwencja Baptystów.
  - zielonoświątkowcy – 5%, Osobny artykuł: Kościół Betel.
  - pozostali – 15% (głównie: kalwini, luteranie, uświęceniowcy, adwentyści dnia siódmego, campbellici, anglikanie, pietyści i metodyści),
- katolicy – 28%,
- brak religii – 27% (w tym: 5% agnostycy i 4% ateiści),
- inne religie – 13% (w tym: mormoni, buddyści, muzułmanie, żydzi, prawosławni, hinduiści, świadkowie Jehowy, bahaiści, unitarianie uniwersaliści i sikhowie[16]).

## Siły zbrojne
Siły zbrojne:
- 157 tys. żołnierzy na służbie[17]

Z czego:
- ok. 6,6 tys. żołnierzy US Army

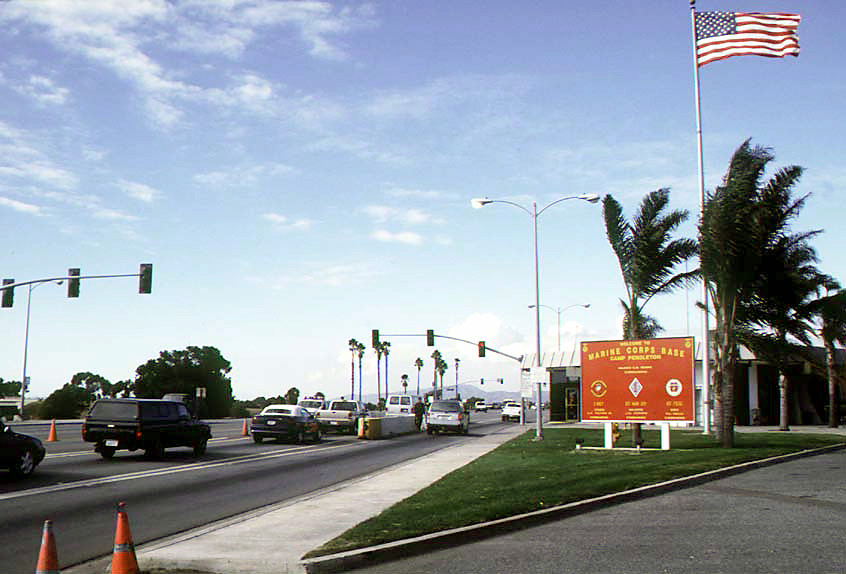
Główna brama wjazdowa na teren Camp Pendleton, który jest główną bazą United States Marine Corps

- ok. 100 tys. żołnierzy US Navy (wliczeni Marines)
- ok. 17 tys. żołnierzy Air Force
- ponad 60 tys. – personel cywilny

Kalifornia wciąż ma największą liczbę weteranów (ok. 1,5 mln) spośród wszystkich stanów, jednak liczba żyjących weteranów naturalnie maleje z upływem czasu.

## Gospodarka
W 2018 r. produkt narodowy brutto w stanie Kalifornia wynosił prawie 3 biliony dolarów (2935 mld USD), był największy ze wszystkich stanów Stanów Zjednoczonych. Kalifornia wytwarza 14,4% produktu krajowego brutto Stanów Zjednoczonych. Wzrost gospodarczy w 2018 r. wyniósł 3,7%.
Kalifornia cechuje się dużym wskaźnikiem PKB, czyli produktu krajowego brutto, który w 2007 r. wynosił 38 956 dolarów (około 90 tys. PLN, w zależności od kursu dolara) per capita. W 2018 r. było to 74 000 dolarów. Kalifornia zajmowała 1. miejsce w USA i plasowała się na 5. miejscu w światowej skali. Poziom dochodu PKB jest bardzo zróżnicowany. Najmniejszy PKB dotyczy m.in. osób pochodzących z Meksyku i innych krajów cechujących się dużym odsetkiem słabo zarabiających i biednych. Najwyższy dotyczy zatrudnionych w przemyśle filmowym i pracowników zajmujących wysokie stanowiska w branżach informatycznych i komputerowych. W roku 2010 w Kalifornii było ponad 660 tys. milionerów.
Swoje siedziby w Kalifornii mają największe korporacje internetowe (Google, Yahoo!, eBay, Facebook itp.).

### Zasoby naturalne i przemysł
- przemysł wydobywczy: ropa naftowa, gaz ziemny, piasek, żwir
- przemysł kosmiczno-obronny i elektroniczny
- przemysł filmowy
- turystyka
- rolnictwo: owoce na bakalie, cytrusy, pomidory, ryż
- chów indyków

### Energia
Kalifornia jest najludniejszym stanem Stanów Zjednoczonych, a to oznacza duże zapotrzebowanie na energię elektryczną. Energię otrzymuje się w elektrowniach wodnych, jak i cieplnych, opalanych węglem lub gazem, a także w elektrowniach jądrowych. Ze względu na zapotrzebowanie na energię, oraz silne ruchy dążące do ochrony środowiska, władze stanu Kalifornia prowadzą działania mające na celu rozwój energetyki odnawialnej. Obecnie w Kalifornii istnieje kilka elektrowni słonecznych, takich jak Solar Energy Generating Systems (SEGS), czyli po prostu systemy wytwarzania energii słonecznej. Elektrownia ta znajduje się na pustyni Mojave, gdzie istnieją dogodne warunki do rozwoju tego typu przemysłu energetycznego. Na terenie stanu Kalifornia istnieje także kilka farm wiatrowych, takich jak elektrownia wiatrowa w Altamont Pass w środkowej części stanu.

### Bezdomność
W 2024 roku Kalifornia wyróżniała się jednym z najwyższych wskaźników bezdomności w USA, notując ponad 187 tys. osób bez dachu nad głową (ok. 75 tys. w obszarze metropolitalnym Los Angeles), co stanowi blisko 25% ogólnej liczby bezdomnych w kraju. Głównymi przyczynami tego stanu rzeczy były utrata dochodów, brak przystępnych cenowo mieszkań, wysokie koszty życia oraz powszechne uzależnienia od metamfetaminy i alkoholu. Mieszkańcy Kalifornii wskazują bezdomność jako największy problem, z którym stan się boryka.

## Prawo
Polityka narkotykowa Kalifornii jest bardziej liberalna w kwestii marihuany w porównaniu z innymi stanami i prawem federalnym. Nastąpiło również złagodzenie kar za posiadanie innych narkotyków przez Proposition 47. W 2016 roku Kalifornia zalegalizowała marihuanę do użytku rekreacyjnego dla dorosłych w wieku 21 lat; istnieją jednak ograniczenia dotyczące ilości i miejsc, w których można jej używać. Ponadto, w obliczu kryzysu opioidowego i problemów z bezdomnością, obserwuje się pewne tendencje do ponownego zaostrzania polityki narkotykowej (np. Proposition 36 z 2024 roku).

## Szkolnictwo wyższe

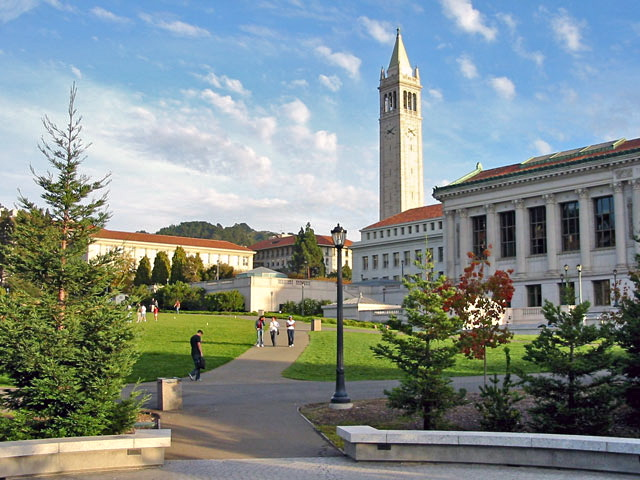
Zabudowania kampusu UC Berkeley

University of California jest instytucją zatrudniającą najwięcej laureatów nagrody Nobla na świecie. Jego siedziba główna jest w Oakland i składa się z 10 kampusów:
- Uniwersytet Kalifornijski w Berkeley (University of California, Berkeley)
- Uniwersytet Kalifornijski w Davis (University of California, Davis)
- Uniwersytet Kalifornijski w Irvine (University of California, Irvine)
- Uniwersytet Kalifornijski w Los Angeles (University of California, Los Angeles (UCLA))
- University of California, Merced
- Uniwersytet Kalifornijski w Riverside (University of California, Riverside)
- Uniwersytet Kalifornijski w San Diego (University of California, San Diego)
- Uniwersytet Kalifornijski w San Francisco (University of California, San Francisco)
- Uniwersytet Kalifornijski w Santa Barbara (University of California, Santa Barbara)
- University of California, Santa Cruz

Niektóre pozostałe:
- Biola University
- California Institute of Technology (Caltech)
- California State University – 400 tys. studentów (w licznych kampusach) jest największym w USA skupiskiem młodzieży akademickiej
- Stanford University
- Fuller Theological Seminary
- University of Southern California (USC)

## Muzyka

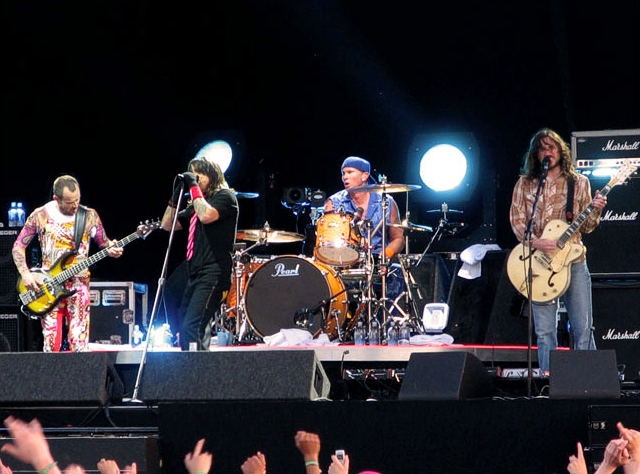
Grający funk rock zespół Red Hot Chili Peppers bardzo często wspomina Kalifornię w swojej muzyce, m.in. w przebojach „Californication”, czy „Dani California”

Z Kalifornii pochodzi wiele światowej sławy zespołów, jak System of a Down, Red Hot Chili Peppers, Linkin Park, Guns N’ Roses, Eagles, Toto, The Beach Boys, Weezer, The Doors, Slayer, Rage Against the Machine, The Byrds, Mötley Crüe, Metallica, Jane’s Addiction, The Monkees, Megadeth, Maroon 5, Thirty Seconds to Mars, A Perfect Circle, Primus, Incubus, Deftones, Korn, The Offspring, Green Day, The Carpenters, Journey, Counting Crows, Stone Temple Pilots, Faith No More, Van Halen, Machine Head, Dead Kennedys, Queens of the Stone Age, Blink-182, Santana, Bad Religion, P.O.D., Papa Roach, Quiet Riot, Possessed, Cypress Hill, Sly and the Family Stone, Tool, War, Avenged Sevenfold, The Runaways, Grateful Dead, czy też Audioslave.